# École des parents
L'École des parents, o École des Parents et des Educateurs és una associació creada a París l'any 1929 per Madame Vérine, pseudònim de Marguerite Lebrun (1883-1959), i posteriorment impulsada per André i Fernande lsambert.
La seva creació s'inspirà en les investigacions de Maria Montessori, Célestin Freinet, Anna Freud, Mélanie Klein i Winnicott, i tenia per objectiu, des d'un punt de vista principalment catòlic, la formació i educació dels pares i mares, en tant que, al seu torn, educadors dels infants. Apareix en el context del notable desenvolupament, als anys vint del segle xx de les ciències socials i, en especial, de la psicologia i de la psicoanàlisi del nen, i de la idea que les actituds dels pares i els seus errors educatius són susceptibles de provocar problemes als infants, impedint-los el desenvolupament de la seva personalitat, el que es considera que comporta la necessitat d'una educació dels pares. L'associació continua activa en l'actualitat, sota el nom d'École des Parents et des Educateurs.
A Catalunya, i en el context dels moviments catòlics progressistes sorgits de la JOC, apareix en els anys seixanta del segle xx un moviment denominat Escola Activa de Pares de Barcelona en el marc del qual s'emprenen iniciatives pioneres a l'època, d'impuls de la pedagogia activa i de l'escola nova, com la fundació de l'Escola Proa, al barri popular de La Bordeta de Barcelona, per part de l'Escola Activa de Pares Bordeta-Sant Medir.